# Провинција Ијо
Ијо (јап. 伊予国) је једна од 66 историјских провинција Јапана, која је постојала од почетка 8. века (закон Таихо из 703. године) до Мејџи реформи у другој половини 19. века. Ијо се налазио на западној обали острва Шикоку.
Царским декретом од 29. августа 1871. све постојеће провинције замењене су префектурама. Територија Ијоа припада данашњој префектури Ехиме.

## Географија
Ијо је најзападнија од четири провинције острва Шикоку. На северу и западу је излазио на Унутрашње море. На истоку се граничио са провинцијама Сануки и Ава, а на југу са провинцијом Тоса.